# Arenetra canadensis
Arenetra canadensis là một loài tò vò trong họ Ichneumonidae.